# Цевие
Це́вие (фр. Tsévié) — город в Приморской области Того. Расположен в 32 км к северу от Ломе, на высоте 76 м над уровнем моря. Связан железными дорогами и автодорогой с Ноце, Атакпаме и Блиттой. Население по данным на 2010 год составляет 54 474 человека.
Город является важным центром коммерческой торговли и переработки пальмового масла. На территории города проживает народ эве.

## Известные уроженцы
- Эдмон Апети (1946/1947 — 1972) — тоголезский футболист.
- Коджови Мавуэна (род. 1959) — тоголезский футболист и тренер.

## Города-побратимы
- Партене, Франция (1990 год)[7]